# Jassuda Bédarride
Jassuda Bédarride, né le 2 avril 1804 à Aix-en-Provence et mort le 4 février 1882 dans cette même ville, est un jurisconsulte français, maire d'Aix-en-Provence du 10 mars 1848 au 18 mai 1849, avocat, puis bâtonnier à la cour d’Aix.
Il est l'oncle d'un autre maire d'Aix-en-Provence et bâtonnier de l'ordre, Benjamin Abram.

## Homme de droit
Jassuda Bédarride est le premier avocat de confession israélite de l'histoire du barreau d'Aix-en-Provence. Il prête serment devant la cour royale d'Aix le 7 septembre 1825.
Il publie sous le titre de Droit commercial, un commentaire complet du code du commerce (1854-1865), 17 vol. in-8, ouvrage qui contient une dizaine de traités spéciaux, dont:
- Traité des faillites et banqueroutes ou commentaire de la loi du 28 mai 1838.
- Traité du dol et de la fraude en matière civile et commerciale.
- De la lettre de change, des billets à ordre et de la prescription.
- Des achats et ventes.
- Des chemins de fer au point de vue du transport des voyageurs et des marchandises.

## Homme politique
De conviction républicaine, Bédarride exerce la fonction de maire d'Aix-en-Provence du 10 mars 1848 au 18 mai 1849. Sous sa municipalité sont démolies les premières portes du rempart d'Aix, faisant suite au vote de la municipalité précédente, dirigée par Antoine Aude. Quelques mois plus tard, le 27 août 1848, il devient conseiller général du canton d'Aix-Sud en remplacement d'Antoine Aude. Émile Rigaud, nouveau maire d'Aix, lui succèdera à ce poste de conseiller général le 9 août 1852.

## Distinctions personnelles
- Officier de la Ordre national de la Légion d'honneur